# Makrokylindrus baceskei
Makrokylindrus baceskei är en kräftdjursart som beskrevs av Lomakina 1968. Makrokylindrus baceskei ingår i släktet Makrokylindrus och familjen Diastylidae. Inga underarter finns listade i Catalogue of Life.